# Alexander Wiktorowitsch Michailow
Alexander Wiktorowitsch Michailow (russisch Александр Викторович Михайлов, wiss. Transliteration Aleksandr Viktorovič Michajlov; * 6. November 1970 in Wolgograd) ist ein ehemaliger russischer Freestyle-Skier. Er war auf die Disziplin Aerials (Springen) spezialisiert.

## Werdegang
Michailow startete zu Beginn der Saison 1992/93 in Tignes erstmals im Freestyle-Skiing-Weltcup, wobei er den 20. Platz errang und erreichte im weiteren Saisonverlauf mit zwei Top-Zehn-Platzierungen den 14. Platz im Aerials-Weltcup. Beim Saisonhöhepunkt, den Weltmeisterschaften 1993 in Altenmarkt-Zauchensee, wurde er Zwölfter. In den folgenden Jahren sprang er in der Saison 1993/94 auf den 21. Platz, in der Saison 1994/95 auf den 34. Rang und in der Saison 1995/96 auf den 23. Platz im Aerials-Weltcup. In der Saison 1996/97 kam er mit vier Top-Zehn-Platzierungen auf den 30. Platz im Gesamtweltcup sowie auf den siebten Rang im Aerials-Weltcup und sprang bei den Weltmeisterschaften 1997 im Iizuna Kōgen Sukī-jō auf den 13. Platz. Nachdem Plätzen zehn und 17 zu Beginn der Saison 1997/98, erreichte er vier Top-Zehn-Ergebnisse und holte in Châtel seinen einzigen Weltcupsieg. Er belegte damit den 20. Platz im Gesamtweltcup und den sechsten Rang im Aerials-Weltcup. Beim Saisonhöhepunkt, den Olympischen Winterspielen 1998 in Nagano, wurde er Sechster. In den folgenden Jahren belegte er bei den Weltmeisterschaften 1999 in Meiringen-Hasliberg erneut den 13. Platz und bei den Weltmeisterschaften 2001 in Whistler den 30. Rang. Zudem sprang er in der Saison 1998/99 auf den 18. Platz im Gesamtweltcup und auf den 11. Rang im Aerials-Weltcup. Letztmals international startete er bei den Olympischen Winterspielen 2002 in Salt Lake City, wobei er den 23. Platz errang. 

## Erfolge

### Olympische Spiele
- 1998 Nagano: 6. Platz Aerials
- 2002 Salt Lake City: 23. Platz Aerials

### Weltmeisterschaften
- 1993 Altenmarkt: 12. Platz Aerials
- 1997 Iizuna Kōgen: 13. Platz Aerials
- 1999 Meiringen-Hasliberg: 13. Platz Aerials
- 2001 Whistler: 30. Platz Aerials

### Weltcupsiege
Michailow nahm an 55 Weltcups teil und erreichte 19 Top-Zehn-Platzierungen.
| Datum        | Ort    | Land       | Disziplin |
| ------------ | ------ | ---------- | --------- |
| 1. März 1998 | Châtel | Frankreich | Aerials   |

### Weltcupwertungen
| Saison    | Gesamt | Gesamt | Aerials | Aerials |
| Saison    | Punkte | Platz  | Punkte  | Platz   |
| --------- | ------ | ------ | ------- | ------- |
| 1992/93   | 51     | 45.    | 304     | 14.     |
| 1993/94   | 32     | 59.    | 260     | 21.     |
| 1994/95   | 8      | 99.    | 64      | 34.     |
| 1995/96   | 32     | 61.    | 288     | 23.     |
| 1996/97   | 61     | 30.    | 552     | 7.      |
| 1997/98   | 75     | 20.    | 528     | 6.      |
| 1998/99   | 65     | 18.    | 196     | 11.     |
| 1999/2000 | 29     | 45.    | 116     | 24.     |
| 2000/01   | 34     | 45.    | 136     | 21.     |
| 2001/02   | 17     | 64.    | 68      | 31.     |